# 澳門創新科技中心

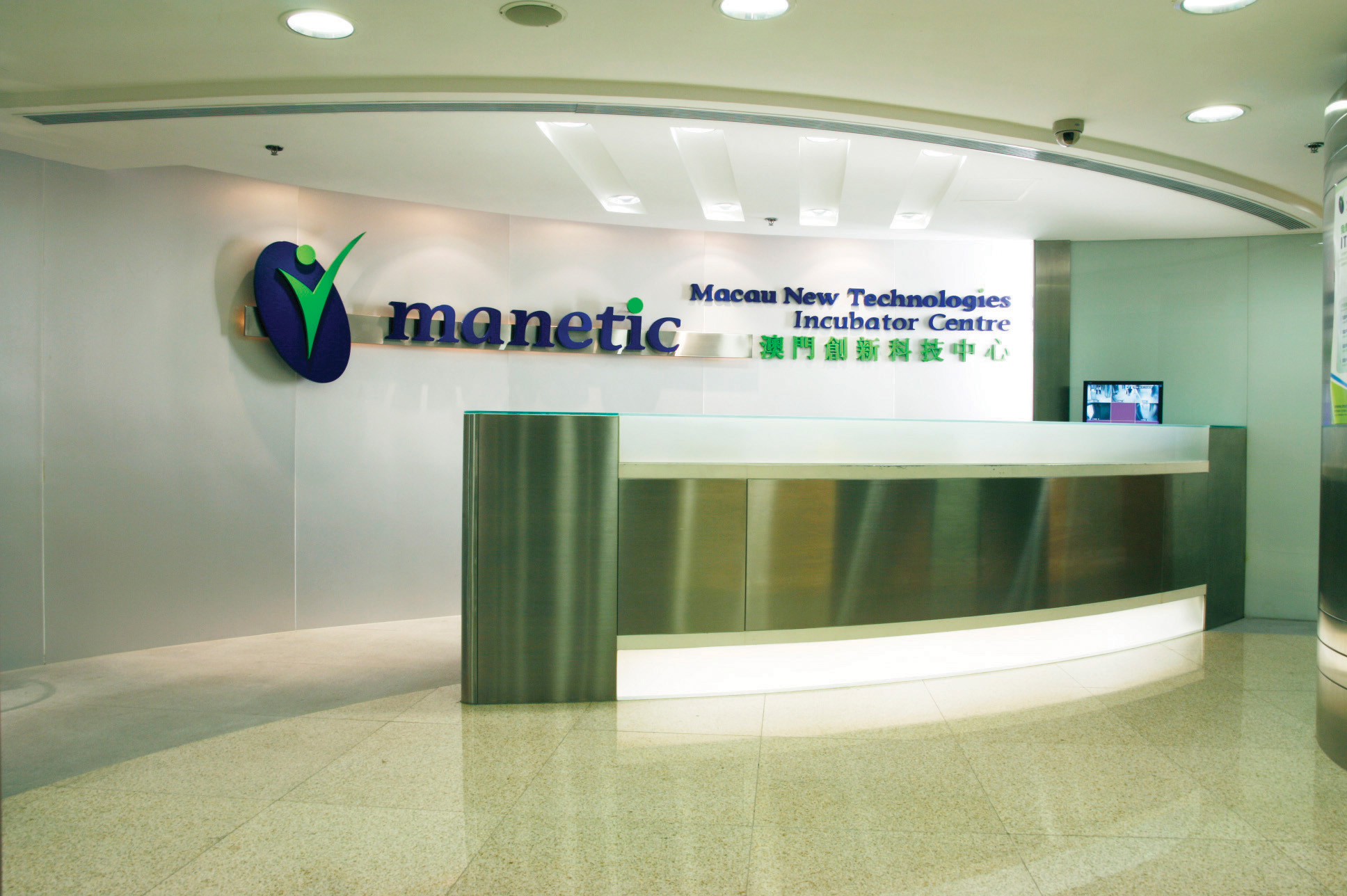
澳門創新科技中心

澳門創新科技中心（Macau New Technologies Incubator Centre，簡稱 Manetic），是澳門特別行政區政府和澳門主要企業支持的一所科技孵化中心，於2001年9月11日正式成立。該中心致力協助有志創業人士在最短的時間內，將其商業和產品概念，發展成實際可行的產品及業務。
Manetic 亦與澳門貿易投資促進局、資訊系統審計與控制協會（ISACA）澳門分會、澳門電腦保安事故協調中心、澳門電腦學會、澳門電子商務協會等機構合作，共同推動澳門科技產業。 
Manetic 主要職責為執行科技孵化服務、與相關領域的機構合作及推動本地科技產業。 

## 業務領域
- 資訊科技領域
- 環保科技領域
- 資訊系統審計與安全領域

## 外部連結
- 科技產業的保母－澳門創新科技中心
- 南方衞視於澳門通訊展2010採訪本中心, 南方衞視, 2010年7月17日 （页面存档备份，存于）
- 才剛大學畢業!研發手機比價獲獎, 澳亞衞視, 2010年10月31日[]
- 首屆科技創業比賽倡大專生創業, 澳廣視新聞, 2010年6月17日 （页面存档备份，存于）
- 《財經雜誌》專訪澳門創新科技中心主席丘竹博士(第一部分), 澳廣視財經雜誌, 2008年7月27日 （页面存档备份，存于）
- 《財經雜誌》專訪澳門創新科技中心主席丘竹博士(第二部分), 澳廣視財經雜誌, 2008年8月3日[]
- 《財經雜誌》專訪澳門創新科技中心主席丘竹博士(第三部分), 澳廣視財經雜誌, 2008年9月3日[]
- 澳門事澳門情 - 支援政策幫了「創業勇士」，中小企業不再孤軍作戰-扶助新丁打天下，《東周刊》，第375期第51頁，2010年11月3日